# South Dayton
South Dayton – wieś w Stanach Zjednoczonych, w stanie Nowy Jork, w hrabstwie Cattaraugus.